# Tobias Anker
Tobias Anker (født 6. marts 2001) er en dansk fodboldspiller, der spiller for svenske IK Sirius som midterforsvarer. Han gik som ung på FC Midtjyllands ungdomskategori og spillede tidligere som seniorspiller for FC Fredericia, Vendsyssel FF og AGF, inden han kom til Sirius.

## Karriere
Anker var i sin sidste sæson som ungdomsspiller en del af FC Midtjyllands U/19-hold og fik der blandt andet en del kampe i UEFA Youth League.

### FC Fredericia
I sommeren 2020 blev han udlejet til FC Fredericia i Nordic Bet-ligaen for et år, en aftale der senere blev forlænget med endnu et år. Han nåede i alt 34 kampe for Fredericia.

### Vendsyssel FF
I sommeren 2022 solgte FCM Anker til Vendsyssel FF, så han igen kom til at spille i Nordic Bet-ligaen. Han imponerede ganske meget i klubben, og han havde ambitioner om at komme til en højere rangerende klub. Det blev aktuelt allerede den følgende sommer, hvor han blev Vendsyssels dyreste spiller nogensinde.

### AGF
Efter at AGF havde solgt Yann Bisseck, manglede klubben en stærk midterforsvarer, og klubben mente, at Anker kunne være løsningen på dette. Derfor blev forsvarsspilleren solgt til superligaklubben i slutningen af juli 2023. Det blev dog blot til 14 kampe, hvor han scorede to mål for klubben.

### IK Sirius
Karrieren fortsatte herefter i den svenske Allsvenskan-klub, IK Sirius, hvor han fik en kontrakt frem til sommeren 2029.

### Landshold
Tobias Anker har spillet på det danske U/17- og U/19-landshold og har fået henholdsvis 5 og 7 kampe her.